# Campeonato Mundial de Gimnasia Rítmica de 1983
El XI Campeonato Mundial de Gimnasia Rítmica se celebró en Estrasburgo (Francia) entre el 10 y el 13 de noviembre de 1983 bajo la organización de la Federación Internacional de Gimnasia (FIG) y la Federación Francesa de Gimnasia.

## Resultados
| Evento                      | Oro                                                                      | Plata                                                                                                | Bronce                                                            |
| --------------------------- | ------------------------------------------------------------------------ | --- | ----------------------------------------------------------------- |
| Concurso completo ind.      | Diliana Gueorguieva Bulgaria 39,650 pts.                                 | Lilia Ignatova Bulgaria / Anelia Ralenkova Bulgaria / Galina Beloglazova Unión Soviética 39,600 pts. |                                                                   |
| Pelota                      | Lilia Ignatova Bulgaria / Galina Beloglazova Unión Soviética 20,000      | | Anelia Ralenkova Bulgaria / Diliana Gueorguieva Bulgaria 19,950   |
| Mazas                       | Diliana Gueorguieva Bulgaria / Lilia Ignatova Bulgaria 20,000            | | Dalia Kutkaite Unión Soviética / Anelia Ralenkova Bulgaria 19,900 |
| Cinta                       | Galina Beloglazova Unión Soviética / Diliana Gueorguieva Bulgaria 19,900 | | Anelia Ralenkova Bulgaria 19,750                                  |
| Aro                         | Anelia Ralenkova Bulgaria 19,900                                         | Galina Beloglazova Unión Soviética 19,800                                                            | Lilia Ignatova Bulgaria / Dalia Kutkaite Unión Soviética 19,650   |
| Conjuntos concurso completo | Bulgaria 39,300                                                          | Unión Soviética 39,200                                                                               | Corea del Norte 38,800                                            |

## Medallero
| Núm. | País            | Oro | Plata | Bronce | Total |
| ---- | --------------- | --- | ----- | ------ | ----- |
| 1    | Bulgaria        | 7   | 2     | 5      | 14    |
| 2    | Unión Soviética | 2   | 3     | 2      | 7     |
| 3    | Corea del Norte | 0   | 0     | 1      | 1     |

- Datos: Q2560328
- Multimedia: 1983 Rhythmic Gymnastics World Championships / Q2560328